# Kalhaidhoo
Kalhaidhoo  är en ö i Haddhunmathiatollen i Maldiverna.  Den ligger i administrativa atollen Laamu atoll, i den centrala delen av landet, 245 km söder om huvudstaden Malé. Den var tidigare bebodd, 434 invånare i folkräkningen 2006, men befolkningen har flyttat till ön Gan på grund av tsunamiskador.
Kalhaidhoo ska inte förväxlas med samhället Kalaidhoo på ön Isdhoo, cirka 15 km nordost.